# Breite Straße (Düsseldorf)
Die Breite Straße (Anfang der 1920er Jahre „Ludendorffstraße“ und in der NS-Zeit „Ludwig-Knickmann-Straße“ genannt) ist eine der vielbefahrenen Nord-Süd-Achsen in der Düsseldorfer Innenstadt. Der nördliche Bereich der ca. 400 Meter langen Straße wurde nach 1805 auf dem Gebiet der östlichen Festungsanlagen angelegt, nachdem diese abgetragen waren. Bis Anfang des 20. Jahrhunderts endete die Breite Straße an der Benrather Straße. Ihr Name ist darauf zurückzuführen, dass sie deutlich breiter ist, als dies zur damaligen Zeit bei derartigen Straßen üblich war. Hinsichtlich der historischen wie auch der aktuellen Nummerierung der Gebäude wurden bzw. werden bei den Eckgebäuden häufig die Querstraßen als postalische Zuordnung verwendet. Zudem liegt der Hauptzugang einiger Eckgebäude in der Querstraße.

## Lage
Die Breite Straße verläuft in Nord-Süd-Richtung in der Nähe der Düsseldorfer Carlstadt. Sie liegt östlich der parallel verlaufenden Kasernenstraße, die die Grenze zum Stadtteil Stadtmitte bildet. Sie beginnt im Norden als Fortsetzung der Heinrich-Heine-Allee und endet im Süden am Graf-Adolf-Platz. In Adressbüchern der ersten Hälfte des 19. Jahrhunderts wurde als Stadtteil für die Breite Straße noch die Carlstadt angegeben, da das ehemalige Kasernengebiet zumindest zum Teil in der „Extension mit den Bau von Kasernen von 1702“ lag, die Ende des 18. Jahrhunderts zur Carlstadt ausgebaut wurde.

## Geschichte

### Bis 1904
Wie bereits angeführt liegt die Straße im Bereich der ehemaligen östlichen Befestigungsanlagen, die die alten Kernstadt umschlossen. Nur der nördliche Bereich der Straße konnte damals als Fortsetzung der auch neuen Alleestraße 1809 angelegt werden. Hierfür musste ein Teil des „Carlstädter Sumpfes“, der sich nach der Abtragung der Wälle und den zugehörigen Schutzgewässer gebildet hatte, trockengelegt werden. Die Straße endete im 19. Jahrhundert bereits in Höhe der Benrather Straße, weil südlich dieser Querstraße der große Exerzierplatz des Kasernengeländes lag, das zwischen dem Stadtgraben und den Gebäuden mit Kirche der Garnison an der Kasernenstraße angeordnet war. Die Bebauung des Geländes an der neuen Breite Straße begann um 1810. Wie aus den Adressbüchern des 19. Jahrhunderts ersichtlich, wurden zuerst nur Wohngebäude mit den Hausnummern 1 bis 18 von Beamten, Richtern, Professoren und Kaufleuten errichtet.
In der zweiten Hälfte des 19. Jahrhunderts wurde die Düsseldorfer Innenstadt hinsichtlich Trinkwasserversorgung, Abwasserableitung, Anschluss an ein elektrisches Versorgungsnetz über Erdkabel und Anschluss an ein Straßenbahnnetz modernisiert. Dies betraf auch das Gebiet im Bereich der Breite Straße zu folgenden Terminen:
- 1870/71 Anschluss an ein neues Trinkwassernetz
- 1884/85 Anschluss an ein Abwassernetz
- 1893/94 Einbau von Tonrohren für die Abwasserleitungen
- 1895/96 Umpflasterung der Straße
- 1896/97 Genehmigung der Verlegung von Schienen für die Kleinbahn Düsseldorf/Krefeld und die Verlegung von Erdkabel für ein Elektronetz.

Lag Anfang des 19. Jahrhunderts der bereits angelegte Abschnitt der Breite Straße nur am Rand des dicht bebauten Stadtgebietes, so änderte sich dies nach etwa 1850, als der Ortsteil Stadtmitte immer stärker erschlossen und besiedelt wurde. Aus der Randlage wurde dadurch nun eine zentrale Stadtlage. Gegen Ende des Jahrhunderts begann deshalb eine Umstrukturierung der Nutzung. Bereits 1863 ist eine Versicherung, die „Düsseldorfer Allgemeine Versicherungsgesellschaft“ auf der Breite Straße Nr. 5 nachweisbar. Um 1890 sind auch Gebäude mit Läden (für Möbel sowie Textilien, letztere in Haus Nr. 2, sowie eine Fahrradhandlung im Haus Nr. 11) und Lokalen und Cafés („Zur Stadt Würzburg“ und „Restaurant Fastrich“, letzteres in Haus Nr. 15 und Konditorei/Café-Bierhoff in den Häusern Nr. 4–6) nachweisbar. Etwas später hatte auch bereits eine Bank, die „Düsseldorfer Volksbank“ in Gebäude Nr. 7 und die Versicherung, die „Düsseldorfer Allgemeine Versicherungsgesellschaft“ im Gebäude Nr. 8 ihre Niederlassungen. Das Gebäude auf dem Grundstück Nr. 8 war bereits ein Neubau, der 1888/9 errichtet worden war, da die Düsseldorfer Allgemeine Versicherungsgesellschaft seit Beginn der 1890er Jahre in diesem Gebäude nun ständig ihre Niederlassung hatte und auch 1939 hier noch nachweisbar war. Allerdings war ein direkter Anschluss an die Straßen im südlichen Stadtgebiet durch das Kasernengelände zu dieser Zeit noch weiterhin blockiert.
Ab 1899 verhandelte die Stadtverwaltung mit der Militärverwaltung, um die Straßenanbindungen der Stadt im Bereich und an den Grenzen des Gesamtgebietes der Kasernenanlage zu verbessern. Im Vertrag zwischen Militärfiskus und der Stadtverwaltung vom 17. Mai 1900 wurde vereinbart, dass die notwendigen Flächen für die Anlegung der neuen Straßen im Bereich des Kasernengeländes mit Exerzierplatz der Stadt kostenlos überlassen werden. Zu den vereinbarten Leistungen gehörte auch die Anlegung aller neuen Straßen und der Bau einer Fußgängerbrücke über den Stadtgraben in Höhe der verlängerten Bastionstraße. Die Kosten hierfür wurden vom Militärfiskus übernommen und die Stadt stellte nur Beleuchtung und Bepflanzung bei. Letzteres betraf auch die Gestaltung und Bepflanzung eines freien Geländes zwischen Haroldstraße und der späteren Carl-Theodor-Straße, das östlich der verlängerten Breite Straße lag. Dieser Bereich, der spätere Graf-Adolf-Platz, sollte in der Ausführung dem „Corneliusplatz“ angepasst werden.
Die Pläne für die Anlegung der neuen Straßen durch das Gebiet des Kasernengeländes wurden erstellt. Anfang 1902 wurden das für die Straßen erforderlichen Gelände an die Stadt übergeben. Die neuen Straßen und zwar:
- Verlängerung der Breite Straße bis zur Haroldstraße,
- Verlängerung der Bastionstraße von der Kanalstraße bis zur Kasernenstraße,
- Verlängerung der Kanalstraße von der Benrather Straße bis zur Höhe Bahnstraße und die
- Querverbindung von der Kanalstraße bis zur Kasernenstraße in Höhe der Bahnstraße (aktuell Carl-Theodor-Straße)

wurden mit den erforderlichen Einrichtungen für die Entwässerung der Straßen und des Geländes bis Anfang 1903 angelegt und asphaltiert.
Nach dem Kauf des Kasernengeländes 1904 durch die Stadt vom Militärfiskus verlagerte das Militär seine Liegenschaften aus diesem inneren nach nördlicheren Stadtbereichen. Die Gebäude auf dem Kasernengelände einschließlich der Garnisonskirche St. Anna wurden abgerissen.

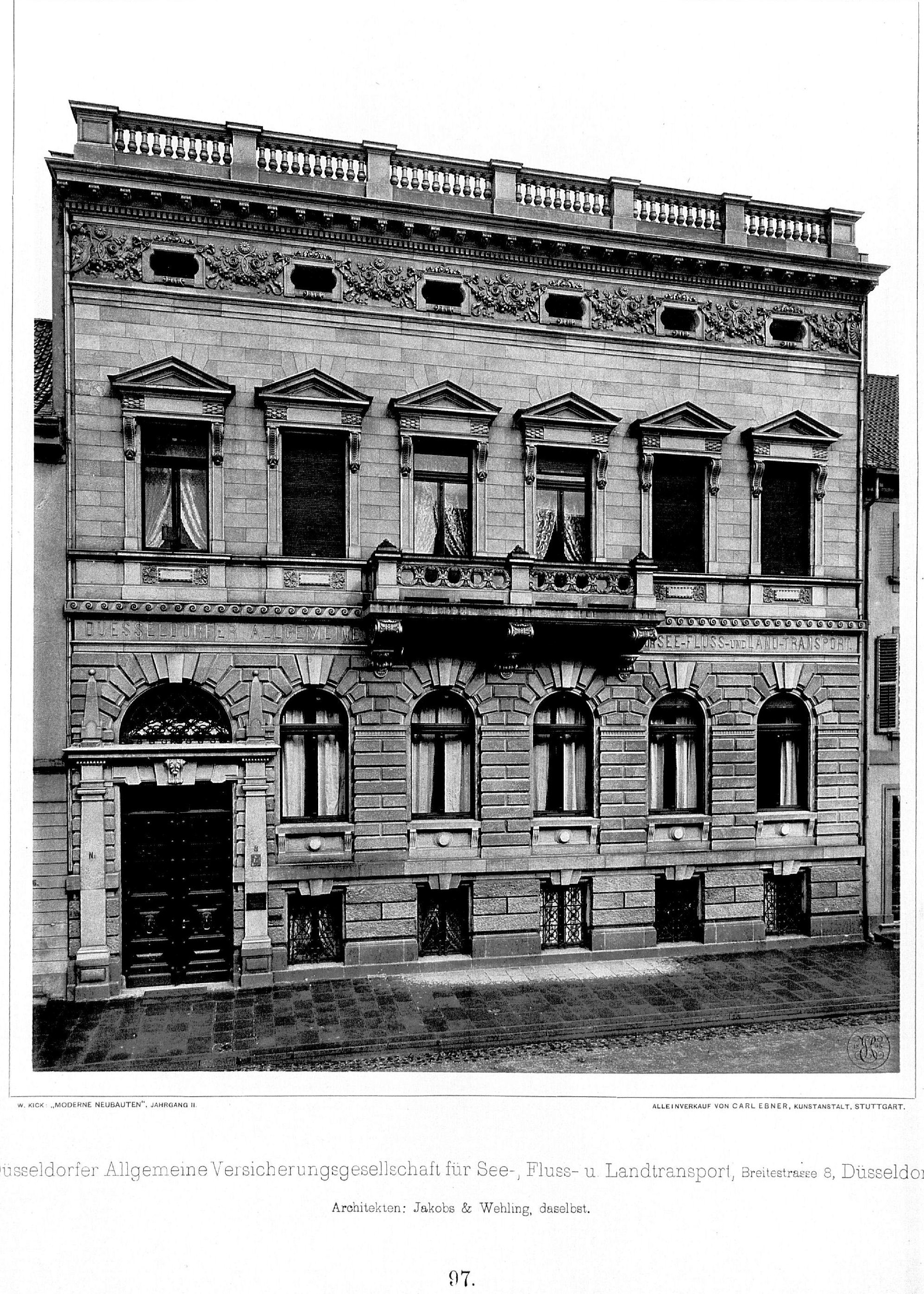
Gebäude Breite Straße 8

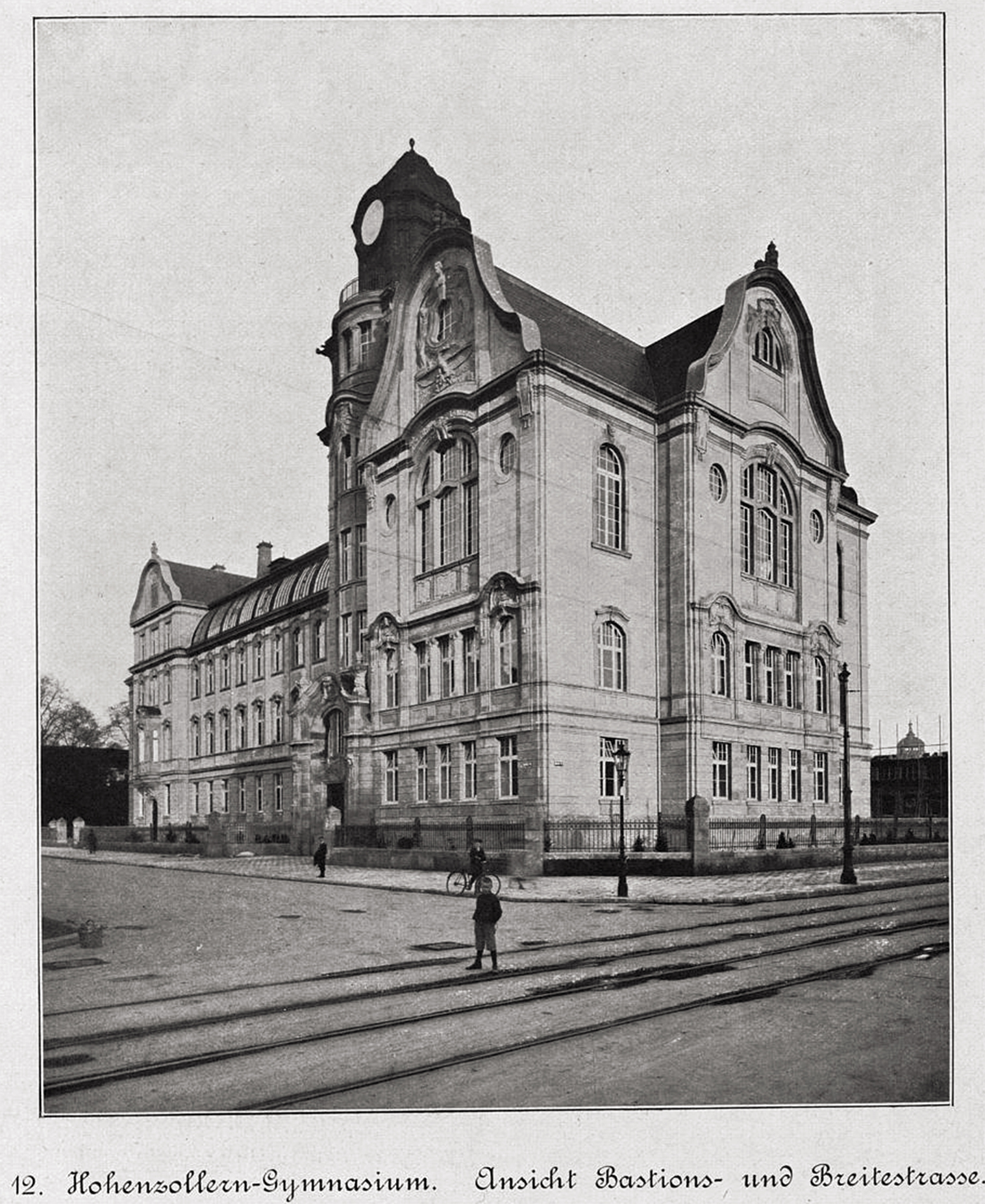
Hohenzollern-Gymnasium, Ansicht Bastionstraße, Ecke Breite Straße (1907)

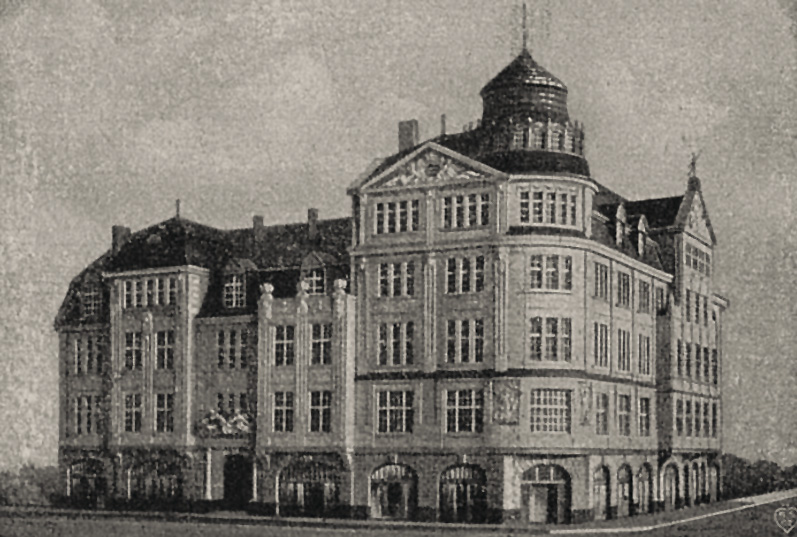
Rheinhof, 1907

### Ab 1904
Das gesamte frei gewordene ehemalige Kasernengelände zwischen Stadtgraben und Kasernenstraße stand nach Ende 1904 für eine Bebauung zur Verfügung. Die Stadt verwendete das Gelände sowohl für die Errichtung städtischer und staatlicher Einrichtungen wie auch für die Ansiedlung von Verwaltungs- und Niederlassungsgebäuden von Unternehmen. Es entstand ein neuer zentraler Geschäfts- und Bankenbereich, in dem auch zwei Gymnasien angelegt wurden.
Folgende Unternehmen und Einrichtungen hatten in den nach Ende 1904 in diesem Bereich errichteten Gebäuden ihren Standort: Barmer Bankverein, Bergisch Märkische Bank (ab 1914 Fusion mit der Deutschen Bank), Kaiserliche Oberpostdirektion, Königliches Hohenzollern–Gymnasium, Luisen-Schule, Rheinhof mit Düsseldorfer Börse, Schaffhausen'schen Bankverein, Schauspielhaus und Stahlwerksverband. Von den vorstehend angeführten Unternehmen und Einrichtungen und weiteren Banken lagen mit zugehörigen Daten an diesem neuen Bereich der Breite Straße:
- Stahlhof: Dem 1904 gegründeten Stahlwerksverband wurde von der Stadt mit Vertrag vom 6. Juli 1904 kostenlos ein Gelände zwischen Breite Straße und Kasernenstraße an der Bastionstraße 39 für die Errichtung ihres Verwaltungsgebäudes überlassen. Dieses Gebäude wurde 1906 bis 1908 errichtet.
- Königliches Hohenzollern–Gymnasium: Das alte Gymnasium an der Alleestraße (aktuell Heinrich-Heine-Allee) war Ende des 19. Jahrhunderts unmodern geworden und behinderte eine Verbreiterung der schmalen „Bazarstraße“, dies war damals die Verlängerung der Flinger Straße, als Verbindungsstraße zwischen Altstadt und dem Stadtteil Stadtmitte. Die Stadt beschloss deshalb, an der Bastionstraße zwischen Breite Straße und Canalstraße ein neues Schulgebäude zu errichten. Baubeginn war der 6. Juli 1904. Der Rohbau wurde bis zum 16. November fertig gestellt, gefolgt vom Innenausbau. Feierlicher Umzug in das neue Schulgebäude war am 30. Juni 1906.[16]
- Rheinhof mit Düsseldorfer Börse: Dieses Gebäude lag an der Breite Straße 20 und Ecke Benrather Straße und wurde bis 1907 errichtet.[15] Der Name des Gebäudes bezog sich auf die „Rheinhof-Sparfeuerversicherungsgesellschaft“, die in diesem Gebäude ihre Niederlassung hatte und im November 1909 in Konkurs ging.[17] Im Gebäude gab es Läden, Büros und ein Restaurant mit angeschlossenen großen Saal, in dem die Düsseldorfer Börse ihre Handels-Plattform hatte. Zugänge gab es sowohl von der Breite Straße wie auch von der Benrather Straße.[15]
- Barmer Bankverein: Auf der Breite Straße Nr. 25 errichtete diese Bank von 1911 bis 1912 eine neue Geschäftsstelle und verlegte 1924 ihren Geschäftssitz von Wuppertal nach Düsseldorf. 1932 folgte die Fusion mit der Commerzbank.
- Schaffhausen'schen Bankverein: 1907 war ein neues Bankgebäude dieser Bank auf der Breite Straße Nr. 29 Ecke Bastionstraße in Bau.[18] Nachweisbar ist die Bank 1909 unter dieser Adresse.[19]

Weiterhin hatte 1907 die „Rheinisch-Westfälische Disconto-Gesellschaft“ nachweisbar ihre Niederlassung auf der Breite Straße Nr. 7. Ab 1907 errichtete diese Bank auf dem Gelände der hierfür abgerissenen Wohnhäuser Nr. 10–12 ein neues Verwaltungsgebäude der Rheinisch-Westfälische Disconto-Gesellschaft und blieb somit im Bereich des älteren Teils der Breite Straße. 1909 ist neben dieser Bankgesellschaft ist auch die „Düsseldorfer Bank“, deren Name bis 1907 „Düsseldorfer Volksbank“ lautete, im gleichen Gebäude nachweisbar.
Einen Überblick für die verschiedenen Bankhäuser, die in den 1920er Jahren im Bereich der Breite Straße ihre Niederlassung hatten, ermöglichen die Daten für 1923/4. Zu diesem Zeitpunkt waren dies: die Essener Creditanstalt in Nr. 7/9/11, Trottmann & Co. in Gebäude Nr. 15, der Barmer Bankverein in Nr. 25, der Schaffhausen'schen Bankverein in Nr. 29 und die Rheinische Dicontobank in Nr. 71. Es folgte bereits 1924 als Nachfolgefirma für die Rheinisch Westfälische Disconto Gesellschaft, die Dresdner Bank Düsseldorf im Gebäude Nr. 10/12, in der auch die Düsseldorfer Bank ihre Niederlassung hatte.

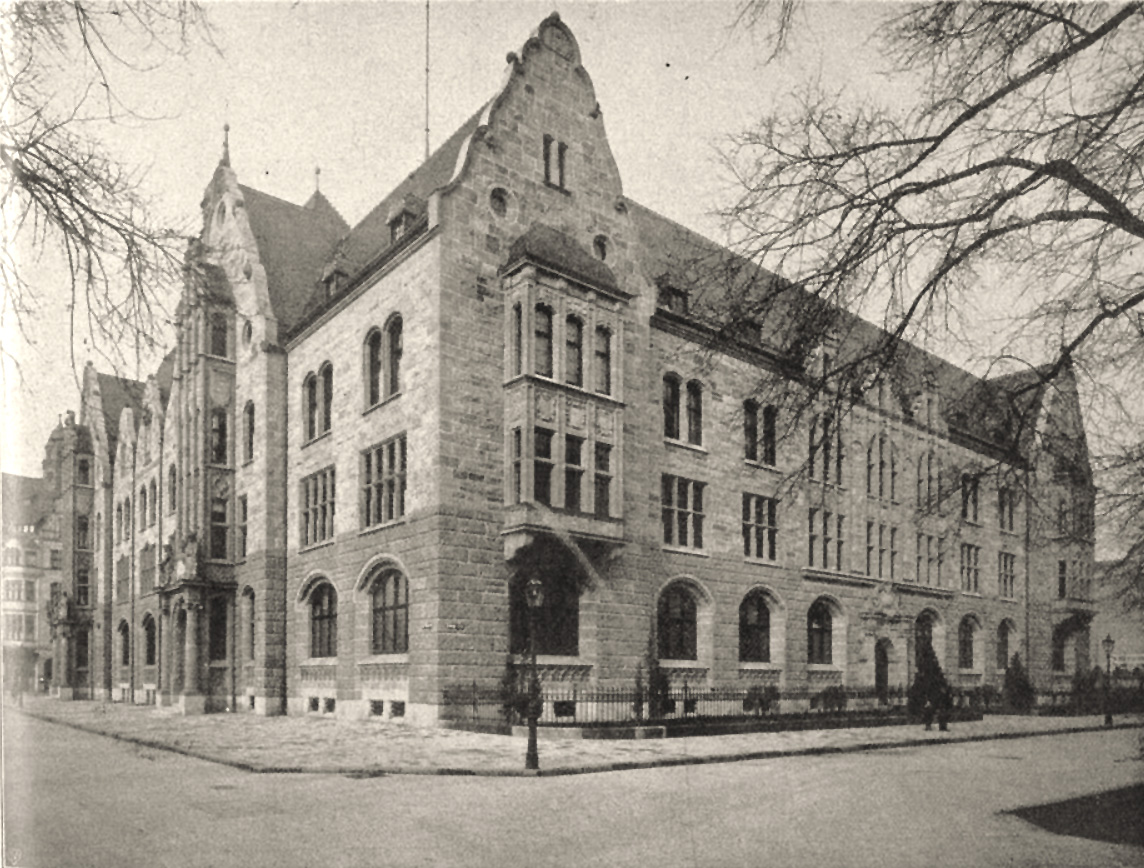
Oberpostdirektion zu Düsseldorf, Carl-Theodor-Straße (1908)

Ein wichtiger Standort war der südliche Bereich der Breite Straße für die Deutsche Post. Im östlichen Eckgebäude Breite Straße/Carl-Theodor-Straße lag die für die Kaiserliche Post um 1907 als Neubau fertiggestellte Oberpostdirektion. Westlich gegenüber dem damaligen Graf-Adolf-Platz lag an der Haroldstraße die Düsseldorfer Hauptpost. Diese war bereits im April 1922 an der Carl-Theodor-Straße um einem neuen Anbau erweitert worden, dessen Fassade im derzeitigen neuen Gebäude Carl-Theodor-Straße Nr. 1 den Abbruch nach 2000 überstanden hat. Am 25. Oktober 1925 wurde der Betrieb des Telegrafenamtes von der Königsallee 54 in einen Gebäudeteil verlegt, der parallel zur Breite Straße im östlichen Bereich der aktuellen neuen zwei Gebäude lag. Postalisch war und ist dies das Gebäude Graf-Adolf-Platz Nr. 15. 1942/43 wurde der Betrieb in diesem Gebäude durch Bombentreffer unterbrochen und der Notdienst in einen Stollen des Grafenberger Waldes verlegt. Nach Wiederherstellung nach Kriegsende wurde das Telegrafenamt am 1. April 1951 in Fernmeldeamt 1 umbenannt.

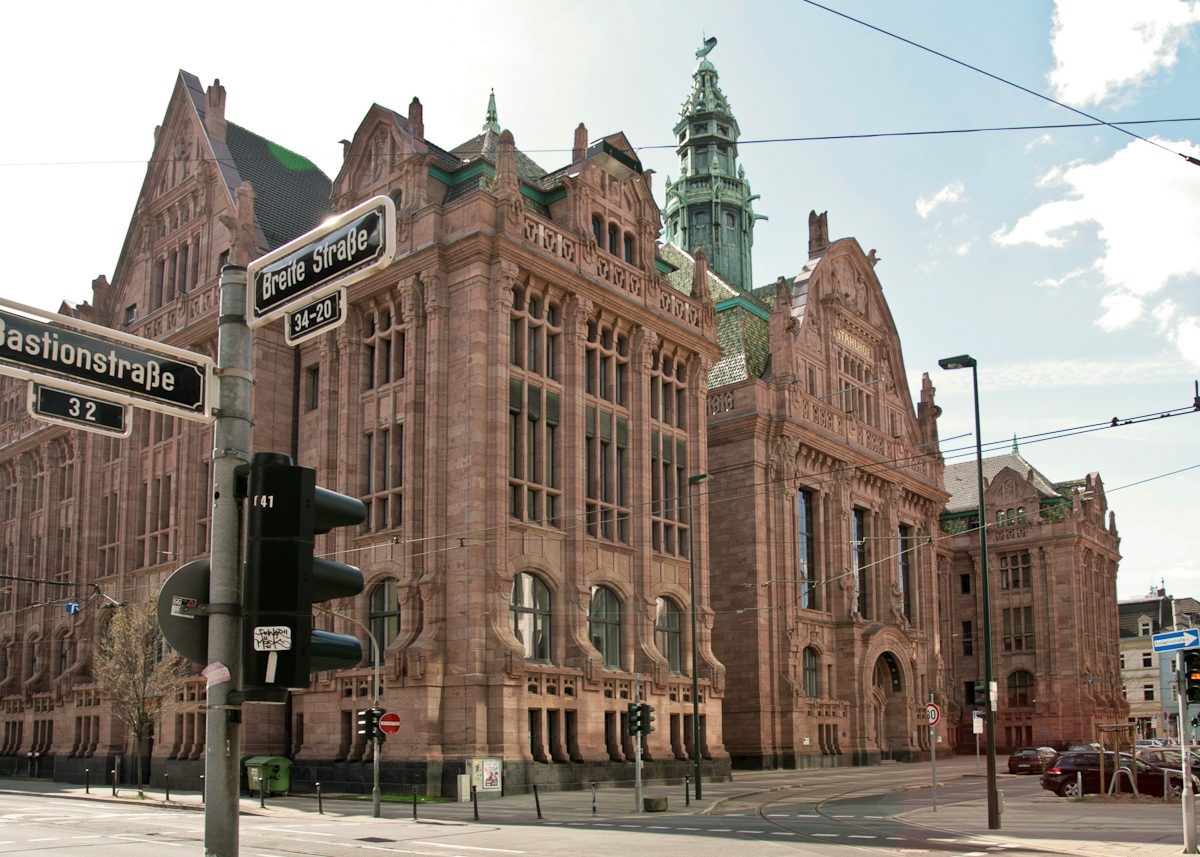
Blick von der Kreuzung Bastionstraße Ecke Breite Straße auf den Stahlhof

## Erscheinungsbild ab 2000
Die Breite Straße ist unverändert wie bereits seit Anfang des 20. Jahrhunderts eine wichtige innerstädtische Nord-Süd Durchgangsstraße, ausgeführt als Einbahnstraße mit der Fahrtrichtung von Süd nach Nord. Die Straße besitzt beidseitige Fußgänger-Bereiche, drei Autospuren und eine Fahrradspur. Eine bis 2016 vorhandene vierte Straßenbahnspur war durch die Erweiterung des U-Bahn-Tunnelsystems in der Innenstadt von Düsseldorf inzwischen nicht mehr erforderlich und wurde zur Autospur. Die ehemalige östliche äußere Autospur wurde dafür zu einer Fahrradspur umgewandelt.
Von den diversen nach 1904 errichteten Gebäude sind noch Stahlhof, Görres-Gymnasium, Commerzbank in Gebäude Breite Straße 25 und Haus Nr. 10 in der ursprünglichen Form vorhanden. Die Fassaden der Gebäude Breite Straße 1 und 27 sowie Carl-Theodor-Straße 1 sind der historischen Ausführung noch ähnlich und wurden nach den erheblichen Beschädigungen im Zweiten Weltkrieg der alten Ausführung beim Wiederaufbau wieder angepasst.
Obwohl die Straße zum sogenannten Bankenviertel gehört, haben nur noch die Commerzbank, postalisch auf der Breite Straße 25, die Bank of Tokyo-Mitsubishi UFJ im Gebäude Breite Straße 34 (alte Nr. 28 und Nr. 32 der Bastionstraße), die HSBC-Bank, auf der Breite Straße 29 (alte Nr. 31) sowie Lang & Schwarz im Gebäude Breite Straße 34, ihre Niederlassungen. Der gesamte Gebäudekomplex zwischen Benrather Straße und Trinkhausstraße auf der östlichen Seite der Breite Straße mit den Eckgebäuden, postalisch Breite Straße 10, 24 und 30 sowie Trinkhausstraße 1, ist mit dem Logo der Commerzbank gekennzeichnet, da diese den Bereich durch eine Fusion von Mai 2009 vom damaligen Eigentümer Dresdner Bank übernommen hat. Die Fassade des Gebäudes Nr. 10 entspricht der historischen alten Ausführung für das Gebäude Nr. 10/12 (alte Nummerierung).
Deutlich verändert gegenüber der Vorkriegsausführung sind die etwa nachfolgend beschriebenen Gebäude:
- Gebäude der Deutschen Post, Bereich Graf-Adolf-Platz zwischen Breite- und Kasernenstraße: Die Nachkriegsbauten wurden im Sommer 2000 abgerissen, wobei aber die historischen Fassaden eines der Gebäude an der Carl-Theodor-Straße erhalten blieben.[25] Durch zwei Neubauten wurden alle abgerissenen Bauten ersetzt, die jedoch keinen Bezug mehr zur ehemaligen Deutschen Post und deren Nachfolgefirmen haben. Das südliche Gebäude, ein ovales markantes Hochhaus mit Glasfassade ist postalisch Graf-Adolf-Platz Nr. 15. Das nördliche neue Gebäude besitzt die beim Abriss eines alten Gebäudes erhaltene historische Außenfassade. Die nördliche Gebäudeseite des Neubaus ist postalisch Carl-Theodor-Straße Nr. 1 und die südliche Kasernenstraße Nr. 44. In beiden neuen Gebäuden sind in den unteren Teilbereichen Gastronomiebetriebe angesiedelt.
- Schräg gegenüber lag das Eckgebäude an der östlichen Carl-Theodor-Straße zwischen Breite Straße und Königsallee. Dies war die ehemalige Kaiserliche Oberpostdirektion und deren Nachkriegsgebäude wurde nach 2000 abgerissen und durch einen Neubau ersetzt. In diesem Gebäude hat aktuell die Telekom eine Niederlassung. Postalisch lautet die Anschrift Graf-Adolf-Platz Nr. 14 obwohl der Zugang im Bereich der Hausecke an der Breite Straße liegt. Das dann folgende mittlere Gebäude vor dem Görres-Gymnasium ist die Rückseite des Neubaus vom „Hotel InterContinental Düsseldorf“ einschließlich einer Zufahrt zur Tiefgarage des Hotels.
- Der östliche Bereich zwischen Bastion- und Benrather Straße besitzt im südlichen Teil ein neues Eckgebäude, in dem die Bank of Tokyo-Mitsubishi UFJ, postalisch Breite Straße Nr. 34, ihre Zweigstelle hat. Der gesamte restliche Bereich bis zur Benrather Straße, die Gebäude Nr. 20 bis 28 und Eckgebäude Benrather Straße Nr. 29 werden seit 2016 durch neue Büro- und Geschäftshäuser ersetzt. Seit Ende Frühjahr 2017 erfolgt der Abriss der bisherigen Gebäude. Hier entsteht das neue „Kö-Quartier“.[26] Der westliche Bereich besteht bis auf den Stahlhof aus neuen Gebäuden, wobei der mittlere Teil als „Neuer Stahlhof“, postalisch Breite Straße Nr. 67 und 69, mit modernen Design optisch dem Stahlhof angepasst wurde. Vor dem neuen Eckgebäude, Siegfried-Klein-Straße Nr. 6 und 8, liegt noch ein kleines einfaches Zwischengebäude mit einer Toreinfahrt zum Innenhof.
- Die westlich gelegenen Gebäude auf der Breite Straße zwischen Bastion- und Benrather Straße sind die Gebäude mit der Bezeichnung Breite Straße Nr. 25 und 25a der Commerzbank und Nr. 27 auch als Rheinisches Palais bezeichnet in historischer alter Ausführung. Das Eckgebäude Breite Straße Nr. 29 dagegen ist ein neues Bürogebäude, dessen zweiter Eingang auf der Benrather Straße Nr. 31 liegt.[27]
- Das Eckgebäude westliche Bereich der Breite Straße an der Benrather Straße hat postalisch die Nummer Breite Straße 18/20. In dem Nachkriegsgebäude hatte die Bank für Gemeinwirtschaft unter der Nummer Breite Straße 13 hier ihre Niederlassung. Dieses Gebäude wurde nach 2000 abgerissen und durch einen aktuellen Büroneubau ersetzt.

## Ausblick
Durch die Verlegung der Straßenbahnspur in den Untergrund wird eine Umgestaltung der Breite Straße mit der Entfernung der Bahngleise erfolgen. Weiterhin ändert sich durch den derzeitigen Um- und Neubau der Gebäude zwischen Königsallee Nr. 45 bis 55 und Breite Straße ab Höhe Nr. 20 bis 34 auf der südlichen Seite der Benrather Straße seit Anfang 2017 das Erscheinungsbild für die Breite Straße in diesem Bereich. Hier entsteht das neue Kö-Quartier des amerikanischen Investors Hines.